# Метаняц
Метаняц (чорн. Метањац/Metanjac) — селище в общині Бієло-Поле, Чорногорія. За переписом населенням 2003 року, в селищі проживало 218 мешканців (1991 року — 248 мешканців)[джерело?]. 

## Населення
Розподіл населення за національністю за даними перепису 2011 року:
| Мова           | Відсоток |
| -------------- | -------- |
| боснійці       | 37,07%   |
| серби          | 15,61%   |
| чорногорці     | 4,88%    |
| не визначилися | 42,44%   |